# Zygaenosia rubiana
Zygaenosia rubiana är en fjärilsart som beskrevs av Rothschild 1903. Zygaenosia rubiana ingår i släktet Zygaenosia och familjen björnspinnare. Inga underarter finns listade i Catalogue of Life.